# モステイロス基礎自治体 (カーボベルデ)
モステイロス基礎自治体（ポルトガル語: Concelho dos Mosteiros）は、カーボベルデの基礎自治体のひとつ。

## 隣接行政区画
- サン・フェリペ
- サンタ・カタリーナ・デ・フォゴ

## 教区
- Nossa Senhora da Ajuda